# Патрік Руа
Патрі́к Жак Руа́ (фр. Patrick Jacques Roy; 5 жовтня 1965, Квебек, Канада) — канадський хокеїст, воротар. Наразі головний тренер команди НХЛ «Нью-Йорк Айлендерс». Член Зали слави хокею (2006).  
Виступав за «Гренбі Байсонс» (QMJHL), «Шербрук Канадієнс» (АХЛ), «Монреаль Канадієнс», «Колорадо Аваланш».
В чемпіонатах НХЛ — 1029 матчів, у турнірах Кубка Стенлі — 247 матчів.
У складі національної збірної Канади учасник зимових Олімпійських ігор 1998 (6 матчів).
Брат: Стефан Руа.

## Досягнення
- Володар Кубка Стенлі (1986, 1993, 1996, 2001)
- Вородар Кубка Колдера (1985)
- Учасник матчу всіх зірок НХЛ (1988, 1990, 1991, 1992, 1993, 1994, 1997, 1998, 2001, 2002, 2003)

## Нагороди
- Трофей Вільяма М. Дженнінгса (1987*, 1988*, 1989*, 1992, 2002)
- Трофей Конна Смайта (1986, 1993, 2001)
- Трофей Везіни (1989, 1990, 1992)
- Член Зали слави хокею (2006)
- №22 у списку 100 найкращих гравців НХЛ за версією журналу The Hockey News.

* Разом з Браєном Гейвордом

## Тренерська кар'єра
- Власник і генеральний менеджер «Квебек Ремпартс» (з 1997, QMJHL)
- Головний тренер «Колорадо Аваланч» (2013–2016, НХЛ)
- Головний тренер «Нью-Йорк Айлендерс» (з 2024, НХЛ)[1][2]

## Нагороди (як тренера)
- Володар Меморіального кубка (2006)
- Нагорода Джека Адамса (2014)